# Eisenberg Paris
Eisenberg Paris — люксовый французский косметический и парфюмерный бренд, представляющий продукцию для женщин и мужчин. Основан Жозе Айзенбергом в 2000 году. Продукты бренда представлены в магазинах высокого сегмента по всему миру и в официальном онлайн-магазине.
Фундаментальной основой Eisenberg Paris является запатентованная формула Trio-Moléculaire®, которая входит в состав всех  косметических продуктов бренда. Формула была открыта в результате исследований, начатых основателем бренда — Жозе Айзенбергом.
В СМИ были тепло встречены две коллекции ароматов, L’Art du Parfum и Les Orientaux Latins, а также линии декоративной косметики Les Essentials du Maquillage, представляющей собой слияние макияжа и ухода за кожей.

## История
В 1985 году у Жозе Айзенберга родилась идея создания косметического бренда, в котором были бы объединены высокотехнологичные инновации и природные ингредиенты. После тринадцати лет научных исследований в Швейцарии и двух лет медицинских, клинических, токсикологических, молекулярных и фармакологических испытаний в Павийском университете он разработал то, что стало фундаментальной основой бренда - формулу Trio-Moléculaire®, запатентованную во всём мире. Жозе всегда подчеркивает, что эта формула – научное открытие, а не изобретение. Формула Trio-Moléculaire® содержит три природные молекулы - энзим, цитокин и биостимулин, которые насыщают кожу кислородом, заряжают энергией и способствуют регенерации кожи. Взаимодействуя, они обеспечивают серьезную профилактику и коррекцию признаков старения.
В 2000 году Жозе запустил свой бренд José Eisenberg, а в следующем году сократил название до Eisenberg.
Жозе Айзенберг принимает участие в создании каждого продукта и ежедневно руководит жизнью бренда.
Несмотря на то, что Eisenberg Paris представлен по всему миру, он остается семейным брендом, которым владеют и управляют основатель Жозе Айзенберг и его сын Эдмон, присоединившийся к работе над брендом в 2011 году. Вместе они вникают в каждую мельчайшую деталь : от создания и развития продукта до глобальной стратегии развития бренда.
Как семейный бренд, Eisenberg Paris основан на важных ценностях: приверженность исследованиям и разработкам; новаторство и уникальность; внимание к деталям и качеству; уважение и безопасность клиентов.

## Продукция

#### Классическая линия
В 2001 году бренд вышел на рынок. Первая линия по уходу за кожей, Классическая линия состоит из необходимых продуктов ежедневного ухода – средств для очищения, увлажнения, сыворотки, маски. В состав всех средств входит запатентованная формула Trio-Moléculaire®.

#### J’OSE и коллекция L’Art du Parfum
J’OSE, выпущенный на рынок в 2002 году - первое ольфакторное творение Eisenberg Paris. Название J’OSE – это игра слов. Это и аллюзия на имя основателя бренда José, и  в переводе с французского “Я смею” (французский глагол “oser”, осмеливаться).
J’OSE - один из самых узнаваемых ароматов бренда.
После успеха J'OSE Жозе Айзенберг разработал свою первую коллекцию ароматов L'Art du Parfum (Искусство парфюмерии), официально выпущенную в 2011 году. Страстный ценитель искусства, Айзенберг решил подойти к процессу творчески и с невероятной тщательностью. Он предложил бразильскому художнику Хуаресу Мачадо выразить  на полотнах философию своих ароматов, написав для каждого аромата картину. Работы Мачадо можно увидеть на упаковках ароматов.

#### Линии по уходу за кожей (2007 - 2014)
В период с 2007 по 2014 год Eisenberg Paris выпустил четыре линии по уходу за кожей. Мужская линия была запущена в 2007 году и предлагала мужчинам различные средства для борьбы с возрастными изменениями, усталостью кожи,  жирным блеском и повреждениями кожи, вызванными загрязнениями окружающей среды.
Коллекция Excellence, премиальная линия, запущенная в 2008 году. Она предлагает специальные решения для уставшей кожи, которые стимулируют синтез коллагена и повышают эластичность кожи. В 2009 году бренд запустил солнцезащитную линию Sublime Tan – средства для защиты от солнца с антивозрастным действием, в которых содержатся ультрафиолетовые фильтры последнего поколения, устойчивые как к лучам UVA, так и UVB. Линия Pure White, запущенная в 2014 году, корректирует существующие пигментные пятна, предотвращает появление новых, вызванных воздействием солнечных лучей, а также обеспечивает ровный и сияющий цвет лица.
Все продукты сочетают в себе биотехнологические исследования с высокоэффективными натуральными активными ингредиентами. Ряд средств были отмечены многочисленными наградами и премиями по всему миру.

#### Коллекция ароматов Les Orientaux Latins
В 2017 году Eisenberg Paris запустили коллекцию ароматов Les Orientaux Latins.
В двенадцати ароматах коллекции сочетаются восточные и французские парфюмерные традиции. Специи, древесные ноты и смолы, характерные для восточных ароматов сочетаются с более легкими цветочными нотами, которые обычно встречаются во французской парфюмерии. В коллекции представлено 6 женских и 6 мужских ароматов в концентрации парфюмерная вода.

#### Коллекция макияжа Les Essentials du Maquillage
Первый продукт из линии макияжа – Тональная основа – была запущена Eisenberg Paris еще в 2012 году. В 2019 году бренд запустил «умную» линию декоративной косметики Les Essentiels du Maquillage. Продукты коллекции – это слияние уходовой косметики и средств для макияжа. Каждое косметическое средство содержит тщательно разработанную формулу с ингредиентами, полезными для кожи, губ и ресниц.

#### START
Запущенная в 2019 году линия START предлагает молодым мужчинам и женщинам, которые подвергаются воздействию городской окружающей среды, эффективную двухэтапную процедуру очищения/увлажнения. В каждом продукте содержится ряд натуральных активных ингредиентов, включая экстракты портулака и семян моринги, два ключевых ингредиента, которые обеспечивают оптимальную защиту от загрязнений окружающей среды.

#### Тестирование продуктов
Eisenberg Paris проводят обширные научные исследования. Все продукты проходят испытания для подтверждения их эффективности и безопасности под дерматологическим и, при необходимости, офтальмологическим контролем. Тесты проводятся отделением фармакологии и клеточной и молекулярной токсикологии Медицинского Павийского университета. Солнцезащитная линия Sublime Tan была протестирована по самым строгим в мире японским стандартам.

## Награды
2011: Самый оригинальный аромат для мужчин, Лучшая селективная маска, Cosmopolitan
2011: Номинация Prestige Collection, FIFI Russian Fragrance Awards
2012: Лучшая селективная тональная основа, Cosmopolitan
2013: Men’s Health продукт года, Men's Health
2013: Топ-5 Антивозрастных средств для мужчин, Sephora
2013: Лучшие бьюти-покупки, In Style
2014: Топ-5 Антицеллюлитных средств, Avanti 24
2014: Prix Maxima за Средства целевого назначения, Maxima Magazine
2014: Лучшие бьюти-покупки, In Style
2015: Лучшие премиальные продукты для области вокруг глаз, Glamour Glammies
2015: Лучшие бьюти-покупки, In Style
2015: Лучший антивозрастной дневной крем, Лучшие подтягивающие средства для тела, Cosmopolitan
2015: Allure Best of Beauty Award и Best of Beauty читательский выбор, Allure
2015: Любимые мужские продукты, Spinki I Szpilki
2015: Топ-10 увлажняющих средств, Top Beauty
2016: Номинация Эффективные антивозрастные средства, Brides
2016: Лучшие продукты для тела, Maxima
2016: Номинация Мужской продукт для ухода, Style It Up Beauty Awards
2016: Лучший премиальный продукт по уходу за телом, Glamour Glammies
2016: Номинация Cosmopolitan Beauty Award, Cosmopolitan
2016: Лучшее средство для снятия макияжа, Trends Health
2016: Топ-средства (Тело, Антивозрастные средства), Pastaiga
2016: Лучшая сыворотка, Glamour Pop
2017: Лучшие продукты (Мужской люкс, Премиальные увлажняющие продукты), Glamour Glammies
2017: Лучшие бьюти-покупки, In Style
2017: Лучшие антивозрастные средства, приз Жюри, Buduaari Lemmik
2017: Мужской уход, Excellence Award, Twój Styl
2017: Номинация Prestige Collection, Award, FIFI Russian Fragrance Awards
2017: Лучшие мужские продукты, Style It Up Beauty Awards
2018: Топ-ароматы года, Pastaiga Beauty Awards
2018: Лучший мужской уход, Style It Up Beauty Awards
2018: Лучший дневной крем, Лучший мужской крем для лица, Officiel Baltics Beauty Awards
2019: Лучшая тушь, Лучший дизайн ароматов, Lilit Beauty Awards
2019: Лучший макияж для глаз, Лучший уход, L’Officiel Baltics Beauty Awards
2019: Лучшие бьюти-продукты 2019, Anne & Stiil Ilulemmik
2020: Лучший макияж года, Buduaari Lemmik